# ویتسک
وُیتسک (به آلمانی: Woyzeck) نمایش‌نامه‌ای است نوشته گئورگ بوشنر که با مرگ او ناتمام ماند و بعدها توسط ویراستاران، نویسندگان و مترجمان کامل شد. این نمایش به یکی از تاثیرگذارترین و پر اجراترین نمایش‌نامه‌های آلمانی تبدیل شده‌است. از روی این نمایش‌نامه، دو فیلم ویتسک به کارگردانی ورنر هرتسوک و ویتسک اثر یانوش سس ساخته شده‌است. همچنین داریوش مهرجویی فیلم پستچی (۱۳۵۱) را با اقتباس از این اثر ساخت.